# 국립공예원 (프랑스)
국립공예원(프랑스어: Conservatoire national des arts et métiers 콩세르바투아르 나시오날 데자르 에 메티에[*], CNAM)은 프랑스의 그랑제콜 및 그랑테타블리스망이다. 그랑제콜 협의회 소속 기관으로 1794년 설립하여 에콜 폴리테크니크, 고등사범학교와 함께 그랑제콜 시스템의 기반을 형성했다. 파리에 본교가 있으며 프랑스의 주요 도시, 해외 영토, 프랑스어를 사용하는 아프리카 국가들과 중국, 아이티, 독일과 스위스 등에 캠퍼스가 있다.